# Huis Alva
Dit overzicht is mogelijk incompleet; u kunt helpen door het uit te breiden.

Wapen van het Huis van Alba

Het huis Alva (Spaans: Casa de Alba) is een belangrijke Spaanse adellijke familie die afstamt van de Mozaraben uit de 12de eeuw. Hun claim op het hertogdom Alva stamt uit 1429, toen de eerste Álvarez de Toledo heer werd van de stad Alba de Tormes. In 1492 was het de tweede hertog van Alva die het Verdrag van Granada tekende.
Fernando Álvarez de Toledo, de derde hertog van Alva, werd in 1566 aangesteld als landvoogd der Nederlanden. Hertogin van Alva Cayetana Fitz-James Stuart die overleed in 2014 staat in het Guinness Book of Records met de meeste adellijke titels. De huidige hertog van Alba is Carlos Fitz-James Stuart y Martínez de Irujo